# Rally del Portogallo 1999
Il Rally del Portogallo 1999, ufficialmente denominato 33º TAP Rallye de Portugal, è stata la quarta prova del campionato del mondo rally 1999 nonché la trentatreesima edizione del Rally del Portogallo e la venticinquesima con valenza mondiale. La manifestazione si è svolta dal 21 al 24 marzo sugli sterrati che attraversano i rilievi delle zone centro-settentrionali del Portogallo.
L'evento è stato vinto dal britannico Colin McRae, navigato dal connazionale Nicky Grist, al volante di una Ford Focus WRC della squadra ufficiale Ford Motor Co Ltd, davanti alla coppia spagnola formata da Carlos Sainz e Luis Moya su Toyota Corolla WRC del Toyota Castrol Team e a quella francese composta da Didier Auriol e Denis Giraudet, sempre su Corolla WRC della squadra ufficiale Toyota.

## Dati della prova
| Denominazione ufficiale             | TAP Rallye de Portugal |
| Edizione N°                         | 33 |
| Tappa N°                            | 4 di 14 |
| Data manifestazione                 | da domenica 21/03/1999 a mercoledì 24/03/1999 |
| Sede ospitante                      | Matosinhos (distretto di Porto, Região Norte) |
| Sedi del parco assistenza           | Prima frazione: Baltar, Paredes (distretto di Porto, Região Norte); Ponte de Lima (distretto di Viana do Castelo, Região Norte); Vieira do Minho e Cabeceiras de Basto (distretto di Braga, Região Norte). Seconda frazione: Oliveira de Azeméis (distretto di Aveiro, Região Norte); Viseu e Mortágua (distretto di Viseu, Região Centro); Sarzedo, Arganil (distretto di Coimbra, Região Centro). Terza frazione: Felgueiras e Marco de Canaveses (distretto di Porto, Região Norte). |
| Superficie                          | Terra |
| Iscritti                            | 117 |
| Partiti                             | 117 |
| Arrivati                            | 56 (47,9%) |
| Prove speciali previste             | 23 |
| Prove speciali disputate            | 21 (2 cancellate) |
| Prova più breve                     | 3,20 km (PS1: Baltar) |
| Prova più lunga                     | 27,60 km (PS6 e PS9: Cabreira) |
| Prova più lenta                     | velocità media di 59,91 km/h (PS1: Baltar) |
| Prova più veloce                    | velocità media di 102,69 km/h (PS17: Salgueiro - Gois 1) |
| Lunghezza prove speciali previste   | 399,51 km |
| Lunghezza prove speciali disputate  | 358,85 km (20,3% della distanza totale effettiva - cancellati 40,66 km) |
| Lunghezza complessiva trasferimenti | 1409,76 km |
| Distanza totale effettiva           | 1768,61 km |

## Itinerario
| Frazione   | Data   | Prova  | Ora    | Nome                                      | Partenza                                  | Arrivo                                    | Lunghezza | Totale    |
| ---------- | ------ | ------ | ------ | ----------------------------------------- | ----------------------------------------- | ----------------------------------------- | --------- | --------- |
| Frazione 1 | 21 mar | PS1    | 14:15  | Baltar                                    | Paredes                                   | Paredes                                   | 3,20 km   | 159,38 km |
| Frazione 1 | 21 mar |        | 14:23  | Assistenza – Baltar, Paredes (20 min)     | Assistenza – Baltar, Paredes (20 min)     | Assistenza – Baltar, Paredes (20 min)     | –         | 159,38 km |
| Frazione 1 | 22 mar |        | 07:13  | Assistenza – Ponte de Lima (10 min)       | Assistenza – Ponte de Lima (10 min)       | Assistenza – Ponte de Lima (10 min)       | –         | 159,38 km |
| Frazione 1 | 22 mar | PS2    | 07:46  | Ponte de Lima - Este                      | Ponte de Lima                             | Paredes de Coura                          | 23,64 km  | 159,38 km |
| Frazione 1 | 22 mar | PS3    | 08:39  | Ponte de Lima - Oeste                     | Ponte de Lima                             | Viana do Castelo                          | 25,84 km  | 159,38 km |
| Frazione 1 | 22 mar |        | 10:04  | Assistenza – Ponte de Lima (20 min)       | Assistenza – Ponte de Lima (20 min)       | Assistenza – Ponte de Lima (20 min)       | –         | 159,38 km |
| Frazione 1 | 22 mar | PS4    | 12:01  | Fafe - Lameirinha 1                       | Fafe                                      | Fafe                                      | 15,20 km  | 159,38 km |
| Frazione 1 | 22 mar | PS5    | 12:25  | Fafe - Luilhas 1                          | Fafe                                      | Fafe                                      | 10,55 km  | 159,38 km |
| Frazione 1 | 22 mar |        | 13:15  | Assistenza – Vieira do Minho (20 min)     | Assistenza – Vieira do Minho (20 min)     | Assistenza – Vieira do Minho (20 min)     | –         | 159,38 km |
| Frazione 1 | 22 mar | PS6    | 13:38  | Cabreira 1                                | Vieira do Minho                           | Cabeceiras de Basto                       | 27,60 km  | 159,38 km |
| Frazione 1 | 22 mar |        | 14:31  | Assistenza – Cabeceiras de Basto (20 min) | Assistenza – Cabeceiras de Basto (20 min) | Assistenza – Cabeceiras de Basto (20 min) | –         | 159,38 km |
| Frazione 1 | 22 mar | PS7    | 15:20  | Fafe - Lameirinha 2                       | Fafe                                      | Fafe                                      | 15,20 km  | 159,38 km |
| Frazione 1 | 22 mar | PS8    | 15:44  | Fafe - Luilhas 2                          | Fafe                                      | Fafe                                      | 10,55 km  | 159,38 km |
| Frazione 1 | 22 mar | PS9    | 16:47  | Cabreira 2                                | Vieira do Minho                           | Cabeceiras de Basto                       | 27,60 km  | 159,38 km |
| Frazione 1 | 22 mar |        | 17:30  | Assistenza – Cabeceiras de Basto (45 min) | Assistenza – Cabeceiras de Basto (45 min) | Assistenza – Cabeceiras de Basto (45 min) | –         | 159,38 km |
|            |        |        |        |                                           |                                           |                                           |           |           |
| Frazione 2 | 23 mar |        | 07:20  | Assistenza – Oliveira de Azeméis (10 min) | Assistenza – Oliveira de Azeméis (10 min) | Assistenza – Oliveira de Azeméis (10 min) | –         | 180,28 km |
| Frazione 2 | 23 mar | PS10   | 07:59  | Sever do Vouga                            | Albergaria-a-Velha                        | Sever do Vouga                            | 14,83 km  | 180,28 km |
| Frazione 2 | 23 mar | PS11   | 08:44  | Ladario - Oliveira de Frades              | Oliveira de Frades                        | Oliveira de Frades                        | 11,26 km  | 180,28 km |
| Frazione 2 | 23 mar |        | 10:02  | Assistenza – Viseu (20 min)               | Assistenza – Viseu (20 min)               | Assistenza – Viseu (20 min)               | –         | 180,28 km |
| Frazione 2 | 23 mar | PS12   | 11:19  | Agueira                                   | Mortágua                                  | Mortágua                                  | 23,33 km  | 180,28 km |
| Frazione 2 | 23 mar | PS13   | 11:55  | Mortazel                                  | Mortágua                                  | Mortágua                                  | 18,81 km  | 180,28 km |
| Frazione 2 | 23 mar | PS14   | 12:25  | Mortagua                                  | Mortágua                                  | Mortágua                                  | 17,24 km  | 180,28 km |
| Frazione 2 | 23 mar |        | 13:01  | Assistenza – Mortágua (20 min)            | Assistenza – Mortágua (20 min)            | Assistenza – Mortágua (20 min)            | –         | 180,28 km |
| Frazione 2 | 23 mar | PS15   | 14:02  | Tabua                                     | Tábua                                     | Tábua                                     | 13,49 km  | 180,28 km |
| Frazione 2 | 23 mar | PS16   | 14:53  | Arganil - Coja 1                          | Arganil                                   | Arganil                                   | 20,96 km  | 180,28 km |
| Frazione 2 | 23 mar | PS17   | 15:34  | Salgueiro - Gois 1                        | Arganil                                   | Góis                                      | 19,70 km  | 180,28 km |
| Frazione 2 | 23 mar |        | 16:39  | Assistenza – Sarzedo, Arganil (20 min)    | Assistenza – Sarzedo, Arganil (20 min)    | Assistenza – Sarzedo, Arganil (20 min)    | –         | 180,28 km |
| Frazione 2 | 23 mar | PS18   | 17:44  | Arganil - Coja 2                          | Arganil                                   | Arganil                                   | 20,96 km  | 180,28 km |
| Frazione 2 | 23 mar | PS19   | 18:25  | Salgueiro - Gois 2                        | Arganil                                   | Góis                                      | 19,70 km  | 180,28 km |
| Frazione 2 | 23 mar |        | 19:15  | Assistenza – Sarzedo, Arganil (45 min)    | Assistenza – Sarzedo, Arganil (45 min)    | Assistenza – Sarzedo, Arganil (45 min)    | –         | 180,28 km |
|            |        |        |        |                                           |                                           |                                           |           |           |
| Frazione 3 | 24 mar |        | 09:15  | Assistenza – Felgueiras (10 min)          | Assistenza – Felgueiras (10 min)          | Assistenza – Felgueiras (10 min)          | –         | 59,85 km  |
| Frazione 3 | 24 mar | PS20   | 09:55  | Vizo - Celorico de Basto                  | Celorico de Basto                         | Celorico de Basto                         | 11,84 km  | 59,85 km  |
| Frazione 3 | 24 mar | PS21   | 10:48  | Fridao                                    | Mondim de Basto                           | Amarante                                  | 14,20 km  | 59,85 km  |
| Frazione 3 | 24 mar | PS10   | 11:34  | Aboboreira                                | Amarante                                  | Amarante                                  | 17,96 km  | 59,85 km  |
| Frazione 3 | 24 mar |        | 12:10  | Assistenza – Marco de Canaveses (10 min)  | Assistenza – Marco de Canaveses (10 min)  | Assistenza – Marco de Canaveses (10 min)  | –         | 59,85 km  |
| Frazione 3 | 24 mar | PS23   | 12:55  | Lousada - Barrosas                        | Lousada                                   | Lousada                                   | 15,85 km  | 59,85 km  |
| Frazione 3 | 24 mar |        | 13:30  | Assistenza – Felgueiras (20 min)          | Assistenza – Felgueiras (20 min)          | Assistenza – Felgueiras (20 min)          | –         | 59,85 km  |
| Totale     | Totale | Totale | Totale | Totale                                    | Totale                                    | Totale                                    | Totale    | 399,51 km |

## Risultati

### Classifica
| Pos.                                 | Nº       | Pilota           | Co-pilota               | Auto                        | Squadra                      | Classe    | Tempo     | Distacco | Punti    |
| Generale                             | Generale | Generale         | Generale                | Generale                    | Generale                     | Generale  | Generale  | Generale | Generale |
| ------------------------------------ | -------- | ---------------- | ----------------------- | --------------------------- | ---------------------------- | --------- | --------- | -------- | -------- |
| 1.                                   | 7        | Colin McRae      | Nicky Grist             | Ford Focus WRC              | Ford Motor Co Ltd            | WRC       | 4h05'41"7 | –        | 10       |
| 2.                                   | 3        | Carlos Sainz     | Luis Moya               | Toyota Corolla WRC          | Toyota Castrol Team          | WRC       | 4h05'54"0 | +12"3    | 6        |
| 3.                                   | 4        | Didier Auriol    | Denis Giraudet          | Toyota Corolla WRC          | Toyota Castrol Team          | WRC       | 4h05'58"2 | +16"5    | 4        |
| 4.                                   | 5        | Richard Burns    | Robert Reid             | Subaru Impreza WRC99        | Subaru World Rally Team      | WRC       | 4h06'37"1 | +55"4    | 3        |
| 5.                                   | 1        | Tommi Mäkinen    | Risto Mannisenmäki      | Mitsubishi Lancer Evo VI    | Marlboro Mitsubishi Ralliart | WRC       | 4h06'46"1 | +1'04"4  | 2        |
| 6.                                   | 14       | Bruno Thiry      | Stéphane Prévot         | Subaru Impreza WRC99        | Subaru World Rally Team      | WRC       | 4h13'11"4 | +7'29"7  | 1        |
| 7.                                   | 25       | Volkan Isik      | Erkan Bodur             | Toyota Corolla WRC          | Toyota Mobil Team Turkey     | WRC / TC  | 4h15'07"5 | +9'25"8  | -        |
| 8.                                   | 27       | Matthias Kahle   | Dieter Schneppenheim    | Toyota Corolla WRC          | Toyota Castrol Deutschland   | WRC       | 4h15'15"9 | +9'34"2  | -        |
| 9.                                   | 15       | Rui Madeira      | Nuno Rodrigues da Silva | Subaru Impreza 555          | Procar Rally Team            | WRC       | 4h15'51"5 | +10'09"8 | -        |
| 10.                                  | 23       | Luis Climent     | Álex Romaní             | Subaru Impreza 555          | Valencia Terra y Mar         | WRC / TC  | 4h17'10"3 | +11'28"6 | -        |
| Campionato piloti vetture produzione |          |                  |                         |                             |                              |           |           |          |          |
| 1. (12.)                             | 39       | Miguel Campos    | Miguel Ramalho          | Mitsubishi Carisma GT Evo V | -                            | N4 / PWRC | 4h22'11"0 | –        | 13       |
| 2. (15.)                             | 36       | Gustavo Trelles  | Martin Christie         | Mitsubishi Lancer Evo V     | Ralliart Italia              | N4 / PWRC | 4h25'49"1 | +3'38"1  | 8        |
| 3. (21.)                             | 42       | Juha Kangas      | Mika Ovaskainen         | Subaru Impreza WRX          | -                            | N4 / PWRC | 4h30'14"9 | +8'03"9  | 5        |
| 4. (22.)                             | 47       | Ramón Ferreyros  | Gonzalo Saenz           | Subaru Impreza WRX          | -                            | N4 / PWRC | 4h32'10"1 | +9'59"1  | 3        |
| 5. (23.)                             | 49       | Miguel Cristovão | João Luz                | Mitsubishi Lancer Evo V     | -                            | N4 / PWRC | 4h34'36"4 | +12'25"4 | 2        |
| 6. (24.)                             | 53       | Horácio Franco   | Tiago Mourão            | Mitsubishi Lancer Evo V     | -                            | N4 / PWRC | 4h40'19"5 | +18'08"5 | 1        |
| Coppa FIA squadre                    |          |                  |                         |                             |                              |           |           |          |          |
| 1. (7.)                              | 25       | Volkan Isik      | Erkan Bodur             | Toyota Corolla WRC          | Toyota Mobil Team Turkey     | WRC / TC  | 4h15'07"5 | –        | 10       |
| 2. (10.)                             | 23       | Luis Climent     | Álex Romaní             | Subaru Impreza 555          | Valencia Terra y Mar         | WRC / TC  | 4h17'10"3 | +2'02"8  | 6        |
| 3. (20.)                             | 21       | Frédéric Dor     | Didier Breton           | Subaru Impreza WRC98        | F.Dor Rally Team             | WRC / TC  | 4h30'09"1 | +15'01"6 | 4        |
| Coppa FIA 2 litri costruttori        |          |                  |                         |                             |                              |           |           |          |          |
| 1. (13.)                             | 31       | Alister McRae    | David Senior            | Hyundai Coupé Kit Car Evo2  | Hyundai Motorsport           | A7 / 2L   | 4h22'49"7 | –        | 10       |
| 2. (14.)                             | 29       | Kenneth Eriksson | Staffan Parmander       | Hyundai Coupé Kit Car Evo2  | Hyundai Motorsport           | A7 / 2L   | 4h23'31"0 | +41"3    | 6        |
| 3. (19.)                             | 32       | Martin Rowe      | Derek Ringer            | Renault Mégane Maxi         | Renault Elf Dealer Rallying  | A7 / 2L   | 4h29'53"6 | +7'03"9  | 4        |
| 4. (29.)                             | 33       | Pedro Azeredo    | Carlos Magalhães        | Renault Mégane Maxi         | Renault Gest Galp            | A7 / 2L   | 4h49'09"6 | +26'19"9 | 3        |

| Principali ritiri | Principali ritiri | Principali ritiri   | Principali ritiri | Principali ritiri            | Principali ritiri             | Principali ritiri | Principali ritiri | Principali ritiri |
| PS                | Nº                | Pilota              | Co-pilota         | Auto                         | Squadra                       | Classe            | Causa             | Pos.              |
| ----------------- | ----------------- | ------------------- | ----------------- | ---------------------------- | ----------------------------- | ----------------- | ----------------- | ----------------- |
| PS 3              | 16                | Krzysztof Hołowczyc | Jean-Marc Fortin  | Subaru Impreza WRC98         | Turning Point Rally Team      | WRC / TC          | Incidente         | 12º               |
| PS 3              | 26                | Toshihiro Arai      | Roger Freeman     | Subaru Impreza WRC98         | Subaru Allstars Endless Sport | WRC               | Incidente         | 19º               |
| PS 9              | 11                | Armin Schwarz       | Manfred Hiemer    | Škoda Octavia WRC            | Škoda Motorsport              | WRC               | Frizione          | 24º               |
| PS 9              | 12                | Emil Triner         | Miloš Hůlka       | Škoda Octavia WRC            | Škoda Motorsport              | WRC               | Frizione          | 34º               |
| PS 11             | 10                | Piero Liatti        | Carlo Cassina     | SEAT Córdoba WRC             | SEAT Sport                    | WRC               | Incidente         | 16º               |
| PS 11             | 17                | Markko Märtin       | Toomas Kitsing    | Ford Escort WRC              | E.O.S. Rally Team - Lukoil    | WRC               | Cambio            | 10º               |
| PS 16             | 2                 | Marcus Grönholm     | Timo Rautiainen   | Mitsubishi Carisma GT Evo VI | Marlboro Mitsubishi Ralliart  | WRC               | Trasmissione      | 8º                |
| PS 16             | 6                 | Juha Kankkunen      | Juha Repo         | Subaru Impreza WRC99         | Subaru World Rally Team       | WRC               | Motore            | 7º                |
| PS 16             | 9                 | Harri Rovanperä     | Risto Pietiläinen | SEAT Córdoba WRC             | SEAT Sport                    | WRC               | Incidente         | 6º                |

Legenda
| Icona | Classe                                                                                  |
| ----- | --------------------------------------------------------------------------------------- |
| WRC   | Equipaggio che può conquistare punti per il campionato costruttori WRC                  |
| WRC   | Equipaggio di classe A8 che non può conquistare punti per il campionato costruttori WRC |
| PWRC  | Equipaggio registrato al campionato PWRC                                                |
| 2L    | Equipaggio registrato alla Coppa FIA 2 litri costruttori                                |
| TC    | Equipaggio registrato alla Coppa FIA squadre                                            |
|       | Ulteriori classificazioni                                                               |

### Prove speciali
| Frazione   | Data   | Prova | Ora   | Nome                         | Lunghezza | Vincitori                        | Tempo            | Leader del rally        |
| ---------- | ------ | ----- | ----- | ---------------------------- | --------- | -------------------------------- | ---------------- | ----------------------- |
| Frazione 1 | 21 mar | PS1   | 14:15 | Baltar                       | 3,20 km   | Colin McRae Nicky Grist          | 3'12"3           | Colin McRae Nicky Grist |
| Frazione 1 | 22 mar | PS2   | 07:46 | Ponte de Lima Este           | 23,64 km  | Colin McRae Nicky Grist          | 12'38"2          | Colin McRae Nicky Grist |
| Frazione 1 | 22 mar | PS3   | 08:39 | Ponte de Lima Oeste          | 25,84 km  | Colin McRae Nicky Grist          | 18'39"2          | Colin McRae Nicky Grist |
| Frazione 1 | 22 mar | PS4   | 12:01 | Fafe - Lameirinha 1          | 15,20 km  | Carlos Sainz Luis Moya           | 10'06"5          | Colin McRae Nicky Grist |
| Frazione 1 | 22 mar | PS5   | 12:25 | Fafe - Luilhas 1             | 10,55 km  | Richard Burns Robert Reid        | 7'51"7           | Colin McRae Nicky Grist |
| Frazione 1 | 22 mar | PS6   | 13:38 | Cabreira 1                   | 27,60 km  | Colin McRae Nicky Grist          | 18'11"1          | Colin McRae Nicky Grist |
| Frazione 1 | 22 mar | PS7   | 15:20 | Fafe - Lameirinha 2          | 15,20 km  | Didier Auriol Denis Giraudet     | 10'03"5          | Colin McRae Nicky Grist |
| Frazione 1 | 22 mar | PS8   | 15:44 | Fafe - Luilhas 2             | 10,55 km  | Richard Burns Robert Reid        | 7'45"9           | Colin McRae Nicky Grist |
| Frazione 1 | 22 mar | PS9   | 16:47 | Cabreira 2                   | 27,60 km  | Colin McRae Nicky Grist          | 18'03"9          | Colin McRae Nicky Grist |
|            |        |       |       |                              |           |                                  |                  | Colin McRae Nicky Grist |
| Frazione 2 | 23 mar | PS10  | 07:59 | Sever do Vouga               | 14,83 km  | Didier Auriol Denis Giraudet     | 11'15"5          | Colin McRae Nicky Grist |
| Frazione 2 | 23 mar | PS11  | 08:44 | Ladario - Oliveira de Frades | 11,26 km  | Richard Burns Robert Reid        | 7'43"4           | Colin McRae Nicky Grist |
| Frazione 2 | 23 mar | PS12  | 11:19 | Agueira                      | 23,33 km  | Didier Auriol Denis Giraudet     | 16'53"1          | Colin McRae Nicky Grist |
| Frazione 2 | 23 mar | PS13  | 11:55 | Mortazel                     | 18,81 km  | Carlos Sainz Luis Moya           | 12'28"9          | Colin McRae Nicky Grist |
| Frazione 2 | 23 mar | PS14  | 12:25 | Mortagua                     | 17,24 km  | Carlos Sainz Luis Moya           | 11'41"7          | Colin McRae Nicky Grist |
| Frazione 2 | 23 mar | PS15  | 14:02 | Tabua                        | 13,49 km  | Tommi Mäkinen Risto Mannisenmäki | 8'23"0           | Colin McRae Nicky Grist |
| Frazione 2 | 23 mar | PS16  | 14:53 | Arganil - Coja 1             | 20,96 km  | Carlos Sainz Luis Moya           | 13'03"8          | Colin McRae Nicky Grist |
| Frazione 2 | 23 mar | PS17  | 15:34 | Salgueiro - Gois 1           | 19,70 km  | Richard Burns Robert Reid        | 11'30"6          | Colin McRae Nicky Grist |
| Frazione 2 | 23 mar | PS18  | 17:44 | Arganil - Coja 2             | 20,96 km  | prova cancellata                 | prova cancellata | Colin McRae Nicky Grist |
| Frazione 2 | 23 mar | PS19  | 18:25 | Salgueiro - Gois 2           | 19,70 km  | prova cancellata                 | prova cancellata | Colin McRae Nicky Grist |
|            |        |       |       |                              |           |                                  |                  | Colin McRae Nicky Grist |
| Frazione 3 | 24 mar | PS20  | 09:55 | Vizo - Celorico de Basto     | 11,84 km  | Tommi Mäkinen Risto Mannisenmäki | 7'31"9           | Colin McRae Nicky Grist |
| Frazione 3 | 24 mar | PS21  | 10:48 | Fridao                       | 14,20 km  | Tommi Mäkinen Risto Mannisenmäki | 10'12"0          | Colin McRae Nicky Grist |
| Frazione 3 | 24 mar | PS22  | 11:34 | Aboboreira                   | 17,96 km  | Tommi Mäkinen Risto Mannisenmäki | 12'13"2          | Colin McRae Nicky Grist |
| Frazione 3 | 24 mar | PS23  | 12:55 | Lousada - Barrosas           | 15,85 km  | Didier Auriol Denis Giraudet     | 11'53"4          | Colin McRae Nicky Grist |

## Classifiche mondiali
Classifica piloti
| Pos. | Pos. | Pilota            | Punti |
| ---- | ---- | ----------------- | ----- |
| 1    |      | Tommi Mäkinen     | 22    |
| 2    | 1    | Colin McRae       | 20    |
| 3    | 1    | Didier Auriol     | 17    |
| 4    |      | Carlos Sainz      | 16    |
| 5    |      | Juha Kankkunen    | 7     |
| 6    | 3    | Richard Burns     | 5     |
| 7    | 1    | Thomas Rådström   | 4     |
| 8    | 1    | François Delecour | 3     |
| 8    | 1    | Ian Duncan        | 3     |
| 10   | 1    | Bruno Thiry       | 3     |
| 11   | 1    | Petter Solberg    | 2     |
| 12   |      | Harri Rovanperä   | 1     |
| 13   |      | Piero Liatti      | 1     |

Classifica costruttori WRC
| Pos. | Pos. | Squadra                      | Punti |
| ---- | ---- | ---------------------------- | ----- |
| 1    |      | Toyota Castrol Team          | 33    |
| 2    | 1    | Ford Motor Co Ltd            | 28    |
| 3    | 1    | Marlboro Mitsubishi Ralliart | 22    |
| 4    |      | Subaru World Rally Team      | 13    |
| 5    |      | SEAT Sport                   | 7     |